# Rondibilis vitticollis
Rondibilis vitticollis är en skalbaggsart som först beskrevs av Stefan von Breuning 1965.  Rondibilis vitticollis ingår i släktet Rondibilis och familjen långhorningar.
Artens utbredningsområde är Laos. Inga underarter finns listade i Catalogue of Life.